# Markus Buchheit

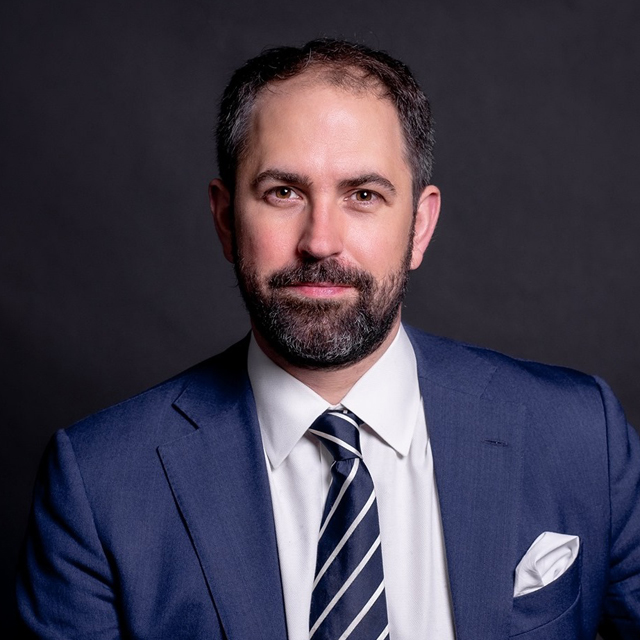
Markus Buchheit, MdEP

Markus Buchheit (* 11. August 1983 in Zweibrücken) ist ein deutscher Politiker der Alternative für Deutschland (AfD). Seit 2019 ist er Abgeordneter im Europäischen Parlament.

## Leben
Buchheit wuchs in Preith/Pollenfeld im oberbayerischen Landkreis Eichstätt auf und besuchte das Willibald-Gymnasium in Eichstätt. Er studierte Rechts- und Politikwissenschaften an der Universität Bayreuth, der Fernuniversität Hagen und an der Hochschule für Politik in München. Während seines Studiums absolvierte er mehrere Praktika in Frankreich, darunter in einer deutsch-französischen Anwaltssozietät in Straßburg und bei einem französischen Konzern in Paris. Er schloss seine Studien als Diplompolitikwissenschaftler (Dipl. sc. pol. Univ.) und Bachelor of Law (LL. B.) ab. Ab 2014 arbeitete er im Europäischen Parlament als Assistent für den österreichischen Abgeordneten Franz Obermayr (FPÖ) und anschließend als politischer Berater für die damalige ENF-Fraktion.
Er ist Alter Herr des Corps Pomerania-Silesia zu Bayreuth und des Corps Germania München, beide im Weinheimer Senioren-Convent.

## Politik
In jungen Jahren engagierte sich Buchheit bei der Jungen Union und später auch bei der CSU.
Seit 2016 ist Buchheit Mitglied der Alternative für Deutschland. Im Mai 2019 wurde er als Abgeordneter für die AfD (Kreisverband Ingolstadt-Eichstätt) ins Europäische Parlament gewählt. In der 9. Legislaturperiode des Europäischen Parlamentes war er stellvertretender Leiter der AfD-Delegation und Mitglied in folgenden Ausschüssen:
- Ausschuss für Industrie, Forschung und Energie (ITRE),
- Ausschuss für Binnenmarkt und Verbraucherschutz (IMCO),
- Petitionsausschuss des Europäischen Parlaments (PETI),
- Ausschuss für internationalen Handel (INTA), Gruppenkoordinator der ID-Fraktion,
- Delegation im Gemischten Parlamentarischen Ausschuss EU-Chile[5]

Buchheit wurde im Juli 2023 auf einem Europaparteitag in Magdeburg auf Listenplatz 7 als Kandidat der AfD zur Europawahl 2024 gewählt. Bei dieser gelang ihm der Wiedereinzug in das Europäische Parlament. Er ist in der 10. Legislaturperiode (2024–2029) Mitglied im Ausschuss für Industrie, Forschung und Energie sowie stellvertretendes Mitglied im Ausschuss für internationalen Handel.

## Politische Positionen
Buchheit steht dem Euro kritisch gegenüber, da er befürchtet, dass die langfristigen volkswirtschaftlichen Folgen die Vorteile überwiegen. Daher spricht er sich für eine Volksabstimmung über den weiteren Verbleib Deutschlands in der Euro-Zone aus.
Ein gemeinsames handelspolitisches Wirken und den gemeinsamen Binnenmarkt betrachtet er als die bedeutendsten Vorzüge der europäischen Integration.
Wiederholt warnte er vor angeblichen Risiken von Übernahmen technologisch relevanter Unternehmen durch außereuropäische Investoren. Er spricht sich für gemeinsame europäische Regelungen zu Direktinvestitionen durch ausländische Unternehmen im europäischen Binnenmarkt aus.
Ursula von der Leyens klimapolitisches Programm European Green Deal lehnt er ab, weil er als Folge einen „massiven Kahlschlag“ in der europäischen Industrie, insbesondere im Automobilsektor, befürchtet.
Im neurechten Infoportal Blaue Narzisse schrieb Buchheit Anfang März 2020 unter dem Titel „Sorgt Corona für das Ende der Globalisierung?“, dass die Industrie „nicht durch die absurden planwirtschaftlichen Spiele und ökonomisch unsinnigen ökologischen Auflagen des European Green Deal ins Ausland getrieben werden“ dürfe.